# سرژ بوردونکل
سرژ بوردونکل (انگلیسی: Serge Bourdoncle; ۲۴ ژانویهٔ ۱۹۳۶ – ۱۰ اکتبر ۲۰۲۰) بازیکن فوتبال اهل فرانسه بود.
از باشگاه‌هایی که در آن بازی کرده‌است می‌توان به باشگاه فوتبال نیم المپیک، باشگاه فوتبال بوردو، باشگاه فوتبال سوشو، و باشگاه فوتبال متس اشاره کرد.